# Róg halsowy

Schemat budowy żagla bermudzkiego.
1. lik dolny,
2. róg szotowy,
3. lik wolny,
4. listwa,
5. róg fałowy,
6. lik przedni,
7. bryt,
8. róg halsowy

Schemat budowy żagla gaflowego.
1. lik dolny,
2. róg szotowy,
3. lik wolny,
4. listwa,
5. róg pikowy,
6. lik góry,
7. róg gaflowy,
8. lik przedni,
9. bryt,
10. róg halsowy

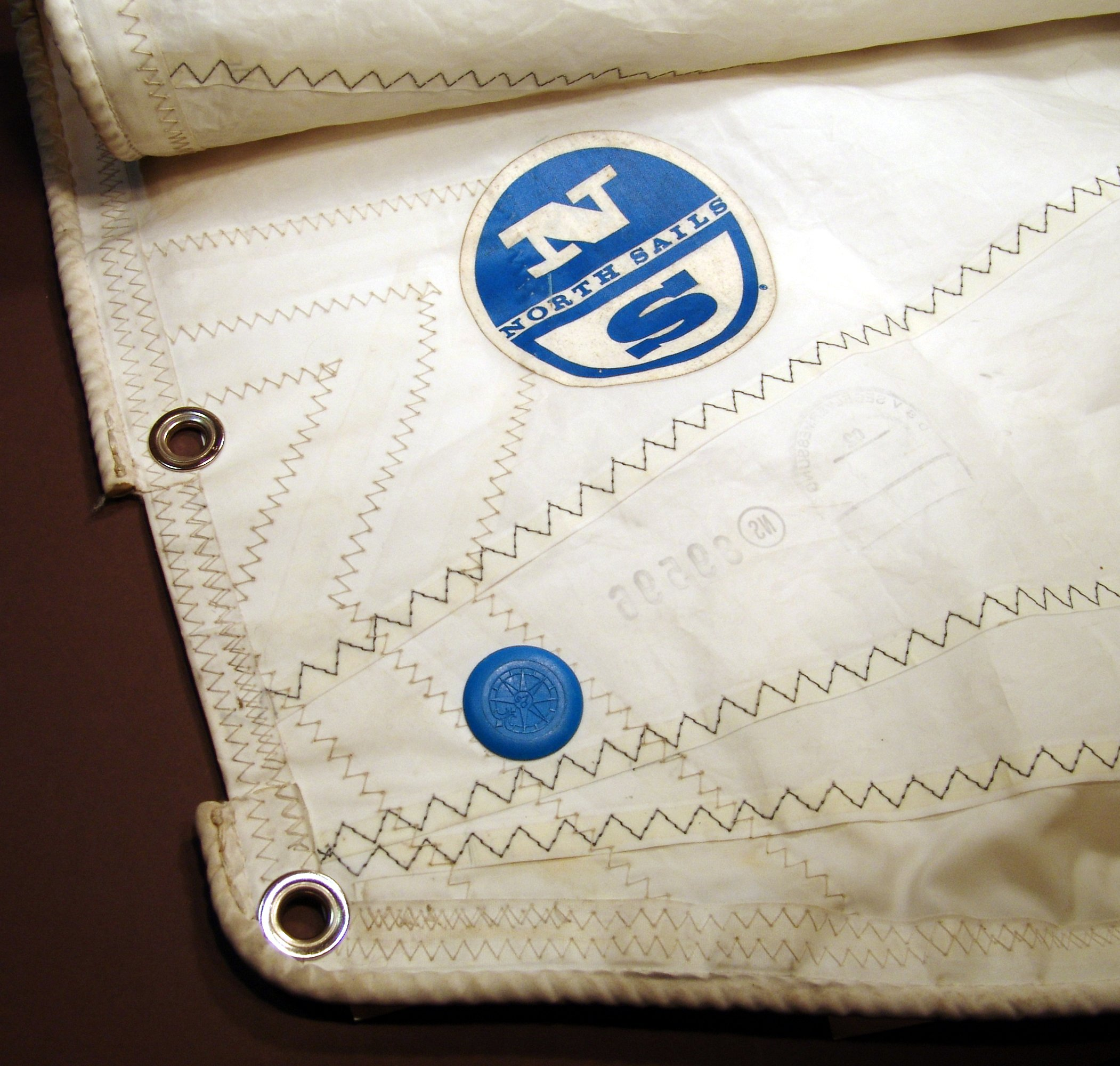
Róg halsowy współczesnego żagla

Róg halsowy – jeden z rogów żagla występujący w miejscu mocowania halsu. 
W przypadku żagli przymasztowych róg halsowy mocowany jest przy pomocy halsu do masztu i występuje u jego dołu na złączeniu liku przedniego i dolnego. Często mocowany jest również do drzewc np. bomu.  
Sztaksle pracujące nisko nad pokładem mocowane są tym rogiem do okucia (sztagownik), do którego również mocowany jest sztag.
W przypadku żagli pracujących wysoko (np. topsel, latacz) róg halsowy służy do mocowania halsu, który następnie zbiega na pokład i tam łączony jest z okuciem.